# Colonia Ugo Pisa
La Colonia Ugo Pisa si trova a Partaccia, sul viale litornaeo di Marina di Massa, a poca distanza dalla Colonia Torino, dalla Colonia Ettore Motta della Società Edison e dalla Colonia marina Edoardo Agnelli costruite successivamente.
È stata costruita per volontà e con fondi di Luigi Pisa (1890-1930), tra il 1913 e il 1914, su progetto dell'architetto Arrigo Cantoni,  per onorare la memoria del padre senatore Ugo Pisa, così come sempre da parte di Luigi Pisa è stata donata al Comune di Massa il grande parco Ugo Pisa. 
Alla fine degli anni Venti passò all'Opera Nazionale Maternità e Infanzia.
Ha una particolare forma "a cavalletto": il corpo di fabbrica sulla spiaggia e quello nella pineta, divisi dal viale litoraneo, sono uniti da un cavalcavia in cemento, che permetteva ai bambini presenti, anche se malati, di essere spostati da un punto all'altro del complesso senza passare dalla strada polverosa.
I dormitori erano disposti sul corpo di fabbrica rivolto verso il mare, assieme alle cucine, infermerie ed alle stanze attrezzate alle cure elioterapiche; nel corpo a monte c'erano gli uffici e la direzione amministrativa e l'accesso alla pineta ed al parco attrezzato.
Dopo la Seconda Guerra Mondiale ed un ampliamento del corpo verso monte è iniziato l'abbandono. Un primo recupero parziale della struttura ne ha modificato drasticamente l'aspetto: le coperture a falde lignee molto inclinate sono state trasformate in tetti piani.
Oggi la struttura verso la pineta è in parte abbandonata e in parte domicilio abusivo; quella sul mare è divisa tra abitazioni private, un circolo velico e la sede dei radioamatori della provincia.
Il 26 Settembre 2023 è stato annunciato dal Comune di Massa un progetto per riqualificare l'area che prevede la costruzione di varie strutture ad uso scolastico, culturale e ricreativo, inclusi alcuni campi sportivi.
I lavori di demolizione sono iniziati il 29 Aprile 2024 e hanno finora coinvolto l'edificio della pineta e il cavalcavia di collegamento, che sono stati completamente demoliti.